# Nina Spreitzer
Nina Žabjek (født 4. marts 1998 i Ljubljana, Slovenien) er en kvindelig slovensk håndboldspiller som spiller for RK Krim og Sloveniens kvindehåndboldlandshold.